# 6171 Утторп
6171 Утторп (6171 Uttorp) — астероїд головного поясу, відкритий 26 жовтня 1981 року.
Тіссеранів параметр щодо Юпітера — 3,645.
Назва астероїда походить від назви міста Утторп (швед. Uttorp), що на південному сході Швеції.